# Irhabi 007
Irhabi 007 est le pseudonyme d'un cracker informatique connu pour servir d'expert auprès d'Al-Qaïda en Irak en ce qui concerne Internet. Il a été accusé de distribuer des manuels militaires sur des armes, des vidéos de révoltés en train de couper des têtes, ainsi que d'autres documents dans Internet. Bien qu'il ait agi pendant deux ans, sa véritable identité est inconnue. Depuis octobre 2005, plusieurs personnes croient qu'il est un terroriste dont le nom est Younis Tsouli.

## Arrestation
Le 21 octobre 2005, Younis Tsouli est arrêté près de Londres selon le Terrorism Act 2000 britannique. Il est accusé de « conspiration pour meurtre, conspiration pour utilisation d'explosifs, conspiration pour fraude, collecte de fonds et possession d'items dans un but terroriste » (traduction de (en) « conspiracy to murder, conspiracy to cause an explosion, conspiracy to obtain money by deception, fundraising and possession of articles for terrorist purposes »). Selon les informations trouvées dans son ordinateur, la police croit qu'il est Irhabi 007. Cependant, en date du 27 mars 2006, aucune charge n'est retenue contre lui en tant qu'Irhabi 007.